# Adduit
En chimie, un adduit est le produit d'une réaction d'addition entre deux unités moléculaires distinctes donnant un produit unique qui contient tous les atomes initiaux mais liés différemment entre eux.  Le mot provient du latin adductus, "attiré vers", ou de la contraction des deux termes "addition produit". L'ordre des mots est plus logique en anglais : "addition product" d'où est tiré le terme adduct, traduit ensuite en français par adduit. 
Un adduit intramoléculaire peut se former par réaction d'addition entre unités disjointes sur une même molécule. Une stœchiométrie différente de 1:1 est par ailleurs possible.
Le terme adduit devrait, lorsqu'il s'applique, être préféré au terme plus vague de complexe, qui englobe également les édifices moléculaires unis par des liaisons plus faibles (liaisons coordinatives, ou datives).

## Exemples d'adduits
La réaction du peroxyde d'hydrogène H2O2 avec le carbonate de sodium Na2CO3 donne du percarbonate de sodium 2Na2CO3·3H2O2.
Des adduits se forment souvent par réaction entre un acide de Lewis et une base de Lewis, comme entre le borane d'une part et le tétrahydrofurane (THF) ou l'éther diéthylique d'autre part, ce qui donne respectivement BH3·O(CH2)4 et BH3·O(CH3CH2)2.
Les adduits ne sont pas nécessairement de nature moléculaire. Ainsi, les adduits d'éthylène CH2=CH2 ou de monoxyde de carbone CO sur CuAlCl4 constituent un solide présentant une structure en réseau dans laquelle les molécules de gaz sont incluses comme ligands des atomes de cuivre.